# ジャック・ノースロップ
ジョン・クヌーセン・"ジャック"・ノースロップ（英語: John Knudsen "Jack" Northrop、1895年11月10日 – 1981年2月18日）とは、アメリカ合衆国の航空技術者、航空実業者。愛称はジャック。全翼機の開発に心血を注ぎ、生涯3回航空機メーカーを起業したが、3度目に起こしたノースロップ（Northrop Corporation）が、1994年にグラマンと合併してノースロップ・グラマンとして現在でも盛業中である。

## 生涯
1895年11月10日にニュージャージー州ニューアークに誕生した。ノースロップが航空業界に入ったのは1916年で、ロッキードに就職した。1923年にダグラス・エアクラフトに移籍していたが、すぐに復帰して著名な女性飛行士アメリア・イアハートが女性初の大西洋単独横断飛行に成功した際に使用したロッキード ベガの設計に関わるなどの活躍をした。ロッキードから独立して1927年にノースロップエアクラフト（Northrop Aircraft Corporation）を創業したが、1929年にユナイテッドエアクラフト（United Aircraft and Transport Corporation）に吸収された。その後ジャック・ノースロップはドナルド・ダグラスと協同でノースロップ（Northrop Corporation）をカリフォルニアに設立した。1937年にダグラスと別れて、工場はダグラス（後のマクドネル・ダグラス）の工場になった。1939年に再び設立されたノースロップ・コーポレーションが現在に続くノースロップとなった。
ノースロップが手がけた航空機として、航空機の翼そのものが胴体である全翼機の開発がある。第二次世界大戦中にレシプロ機YB-35、戦後にジェット化したYB-49など、通常の航空機のコンセプトとは異なる形状をしていた。いずれも有望な航空性能をうかがわせたが、操縦性が困難であるなどの諸般の理由により制式採用されることは無かった。この一連の出来事に対してノースロップは後年、スチュアート・サイミントン空軍長官が自分の会社とコンベアとの合併を強要するために計画が中止され、さらに報復を恐れたためにサイミントンを庇って連邦議会で虚偽の証言をしたという陰謀論を主張したが、実際のところ真相は明らかではない。
YB-49以降は航空機設計の第一線を退き、その後ノースロップの会社との関わりは希薄となった。個人資産を不動産投資の失敗で失い、1970年代後半には車椅子生活を余儀無くされた。
ジャック・ノースロップの悲願であった全翼機の実用化は、ノースロップ社のB-2爆撃機によってなされた。B-2の開発途上において、当時最重要の軍事機密であったにもかかわらず、軍からの特別許可を受け、ノースロップ社は病床にあって余命幾ばくも無いジャック・ノースロップに特製のB-2の模型をプレゼントした。それを見た彼は「今こそ、神が25年の余生を与えたもうた理由が分かった」と涙を流したという。1981年2月18日にカリフォルニア州グレンデールにて85歳で逝去した。